# Yongfa (köpinghuvudort i Kina, Hainan Sheng, lat 19,75, long 110,19)
Yongfa är en köpinghuvudort i Kina. Den ligger i provinsen Hainan, i den södra delen av landet, omkring 36 kilometer sydväst om provinshuvudstaden Haikou. Antalet invånare är 34 274. Befolkningen består av 15 726 kvinnor och 18 548 män. Barn under 15 år utgör 24,0 %, vuxna 15-64 år 65 %, och äldre över 65 år 10,0 %.
Runt Yongfa är det ganska tätbefolkat, med 230 invånare per kvadratkilometer. Närmaste större samhälle är Jinjiang, 19,6 km väster om Yongfa. Omgivningarna runt Yongfa är en mosaik av jordbruksmark och naturlig växtlighet.
Genomsnittlig årsnederbörd är 2 382 millimeter. Den regnigaste månaden är juli, med i genomsnitt 350 mm nederbörd, och den torraste är januari, med 21 mm nederbörd.